# 요안 르무안
요안 르무안(Yoann Lemoine, 1983년 3월 16일 ~ )은 우드키드(Woodkid)라고 잘 알려진 프랑스의 뮤직비디오 감독, 그래픽 디자이너, 싱어송라이터이다.

## 음반 목록
- 《The Golden Age》 (2013)

## 뮤직비디오 감독
- 놀웬 르루아 - Faut-il, faut-il pas ? (2009)
- 케이티 페리 - Teenage Dream (2010)
- 테일러 스위프트 - Back to December (2011)
- 라나 델 레이 - Born to Die (2011)